# Abele
Abele (lit. Obeliai) – miasto na Litwie, w okręgu poniewieskim, w rejonie rakiszeckim, siedziba administracyjna gminy Abele. W 2011 roku liczyło 1074 mieszkańców.

## Położenie
Abele są położone na północy Litwy, niedaleko Rakiszek, przy granicy z Łotwą. Przez miasto przepływa rzeka Kriauna. Stacja kolejowa na linii Kalkūni-Radziwiliszki. W pobliżu miasta leży jezioro Obeliai.

## Historia
Miasto zostało założone w 1519, ale osady ludzkie na tym miejscu są dużo starsze. Abele były miejscem jednych z pierwszych naukowych wykopalisk archeologicznych na Litwie. W 1861 liczyło 1560 mieszkańców, a pod koniec XIX w. ok. 5 tys. mieszkańców.
W 1629 wzniesiono kosztem parafian katolicki kościół murowany pod wezwaniem św. Anny. 
Około 1800 w miasteczku były dwa żydowskie domy modlitewne. W 1897 mieszkało tu 652 Żydów (67% ogółu mieszkańców). Urodzony tu i wywodzący się z rodziny rabina Bunima Cemacha Silbera rabin Eliezer Silver (1882–1968) po wyemigrowaniu w 1907 do Stanów Zjednoczonych został prezydentem Związku Rabinów Ortodoksyjnych Stanów Zjednoczonych i Kanady i jednym z najważniejszych żydowskich przywódców religijnych.  
W 1876 w miejscowości urodził się Bronisław Krzyżanowski, a w 1926 Joe Slovo.
W 1915 wszyscy Żydzi zostali wysiedleni z miasteczka przez Rosjan. Gmina żydowska odrodziła się dopiero po 1933. 
Po 26 czerwca 1941, gdy Abele zostały zajęte przez Niemców, grupa nacjonalistów litewskich uprowadziła grupę żydowskich mężczyzn, kobiety zaś zostały zmuszone do pracy w okolicznych gospodarstwach. Dwa miesiące później Litwini zgromadzili w Abelach 1160 Żydów z okolicznych miejscowości. Zostali oni przewiezieni do Antonosza i tam zamordowani. Litewska policja miejska i kolejowa z Abeli zabezpieczyła drogę z dworu do miejsca kaźni. W sumie w masakrze (w tym w eskortowaniu i mordowaniu) uczestniczyło 120–160 Litwinów. Żydzi szli na miejsce masakry w kilkunastu około stuosobowych grupach. Przed rozstrzelaniem kazano im się rozebrać. Egzekucje trwały cały dzień, uczestniczyli w nich oficerowie Gestapo i Litwini z Rakiszek. Zginęło 1160 Żydów, w tym 112 mężczyzn, 627 kobiet i 421 dzieci. Za udział w tej operacji 30 policjantów z Abeli, 23 strażników z dworca kolejowego Abele i 25 z innych miejscowości otrzymało nagrody w wysokości 100 rubli każdy.